# Región de Moyen-Chari
Moyen-Chari es una de las 23 regiones de Chad (Decreto N° 419/PR/MAT/02), y su capital es Sarh. Su grupo étnico principal son los sara. Su economía se basa en la agricultura de subsistencia, la ganadería, el cultivo del algodón y de la caña de azúcar.

## Subdivisiones
La región de Moyen-Chari está dividida en 3 departamentos:
| Departamento | Capital | Subprefecturas                                                                   |
| ------------ | ------- | -------------------------------------------------------------------------------- |
| Barh Köh     | Sarh    | Sarh, Korbol, Koumogo, Moussa Foyo, Balimba                                      |
| Grande Sido  | Maro    | Maro, Danamadji, Djéké Djéké, Sido                                               |
| Lac Iro      | Kyabé   | Kyabé, Bohobé, Boum Kebbir, Ngondeye, Roro, Baltoubaye, Dindjebo, Alako, Singako |

- Datos: Q177799